# Dickkopf
Dickkopf (DKK) est une famille d'antagonistes extracellulaires de la signalisation Wnt qui agissent en se liant à la sous-unité LRP du complexe de récepteur Wnt. Ce sont des protéines comportant deux régions riches en cystéine. Il en existe quatre variantes, DKK1 à DKK4, DKK1 et DKK2 étant les mieux étudiées. De par leur capacité d'inhiber la voie de signalisation Wnt qui a un rôle important dans l'embryogénèse et la différenciation des cellules, les protéines DKK possèdent un grand nombre d'effets.

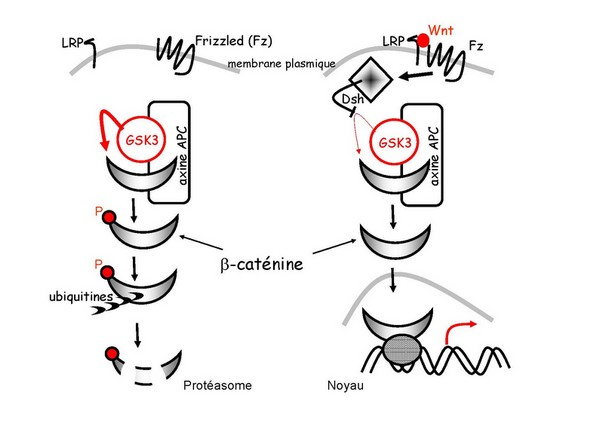
Voie de signalisation canonique des protéines Wnt

DKK1 se lie au corécepteur LRP5 (en) ou 6 et empêche ainsi la formation du complexe LRP/Wnt/Frizzled et donc l'accumulation de β-caténine. DKK1 possède une grande affinité à la protéine Kremen1 qui entraîne l'endocytose du couple LRP/DKK et également la dégradation de la β-caténine.
- Le gène codant DKK1 se trouve sur le chromosome 10 en position 10q21.1. DKK1 [2]. Dans l'embryon, il agit à partir de l'endoderme viscéral antérieur. Son effet inhibiteur sur la voie de signalisation Wnt tient un rôle important dans le développement du cœur, de la tête et des membres antérieurs lors de la morphogenèse de l'embryon. Les souris ne possédant pas de gène DKK1 meurent avant la naissance en raison de lésions au niveau du crâne et des structures formées par la crête neurale telles qu'une malformation des yeux, des placodes olfactives, de la masse fronto-nasale, des mandibules et du cerveau antérieur et moyen[3].
La surexpression de DKK1 dans les ostéoblastes entraîne une ostéopénie, une baisse de la densité de l'os. Inversement, la délétion d'un allèle de ce gène conduit à une augmentation de la masse osseuse[4]. Des taux élevés de DKK1 dans la moelle osseuse, le plasma et le sang périphérique sont associés à la présence de lésions osseuses ostéolytiques chez les patients atteints de myélome multiple[1].
- DKK2 est codée par un gène situé sur le chromosome 4 (locus 4q25)[5]. C'est elle qui bloque les voies WNT au niveau de la peau de la paume des mains et de la plante des pieds et y stoppe le développement des follicules pileux et donc la pousse des poils[6].
- DKK3 est codée par un gène situé sur le chromosome 11 (locus 11p15.3). Son expression est amoindrie dans diverses lignées de cellules cancéreuses et il pourrait agir comme gène suppresseur de tumeurs[7].